# Radio 100,7
Radio 100,7 (eigene Schreibweise radio 100,7) ist ein öffentlich-rechtlicher Hörfunksender im Großherzogtum Luxemburg, der am 19. September 1993 auf Sendung gegangen ist, damals unter dem Namen „honnert, 7 – de soziokulturelle radio“ (dt. „das soziokulturelle Radio“) auf der UKW-Frequenz 100,7 MHz. Gesendet wird überwiegend in luxemburgischer Sprache.

## Geschichte
Die Gründung des Radiosenders wurde durch das Mediengesetz von 1991 ermöglicht. Das Programm widmet den größten Teil seiner Sendezeit der Kultur und der Information, aber auch der Unterhaltung in Form eines relativ breit gefächerten Musikspektrums. Am 1. Juni 1997 wurde der Sendebetrieb auf 24 Stunden am Tag ausgeweitet, zuvor sendete man nur am Nachmittag und frühen Abend. 2002 änderte der Sender seinen Namen auf radio 100,7.
Radio 100,7 wird von der „Établissement de Radiodiffusion Socioculturelle du Grand-Duché de Luxembourg“ (ERSL) betrieben. Die ERSL steht in enger Zusammenarbeit mit anderen öffentlich-rechtlichen Hörfunksendern und ist seit 1997 Mitglied der Europäischen Rundfunkunion (EBU). Beispielsweise wird in unregelmäßigen Abständen die Diskussionssendung Schengener Gespräch in Zusammenarbeit mit dem Saarländischen Rundfunk produziert. Radio 100,7 gehört zusammen mit dem deutschsprachigen Belgischen Rundfunk, Kringvarp Føroya auf den Färöern und Ålands Radio och TV zu den kleinsten öffentlich-rechtlichen Rundfunkanstalten Europas.
Das Programm finanziert sich nicht durch Rundfunkgebühren und Werbung. Stattdessen regelt das Gesetz, dass die finanziellen Ressourcen für den Sendebetrieb und das Equipment vom Staat zur Verfügung gestellt werden. Zusätzliche Einnahmequellen können durch das Ausrichten soziokultureller Veranstaltungen und Spenden erfolgen. De facto werden einzelne Sendungen im Programm mit einem Sponsorhinweis versehen. Das Gesetz regelt zudem, dass der Staat zusätzliche Finanzmittel zur Verfügung stellen kann, die nicht für technisches Equipment zweckgebunden sind, wenn diese notwendig sind, um den Betrieb des Programms sicherzustellen. Im Jahr 2013 summieren sich die vom Kulturministerium getragenen laufenden Kosten für das Programm auf 4,8 Millionen Euro.
Der langjährige Direktor Fernand Weides hat den Sender im August 2013 verlassen und ging in Pension. Sein Nachfolger wurde Jean-Paul Hoffmann, der zuvor bei SES Astra tätig war.
In den Anfangsjahren wurde das Programm im Gebäude von RTL produziert. Am 1. Januar 1996 siedelte man in eigene Studios um. Anfang 2003 zog das Programm ein weiteres Mal um und sendete fortan aus einer Villa an der Avenue Monterey nahe dem Zentrum von Luxemburg-Stadt und in unmittelbarer Nähe der rundfunkhistorisch bedeutsamen Villa Louvigny. Ende Juni 2013 verließ das Programm diesen Standort wieder und sendet nun aus neu errichteten Räumlichkeiten auf dem Kirchberg-Plateau am Stadtrand.

## Programm
Im Tagesprogramm von Radio 100,7 wechseln sich Magazinsendungen mit großflächigen Musiksendungen ab. Tagesaktuelle Beiträge werden ergänzt durch Interviewformate wie den Invité vum Dag und thematische Dossiers. Mit den siebzehn Nachrichtensendungen tagsüber in der Woche und den zwei Presserevues vormittags, werden die Zuhörer umfassend über das Tagesgeschehen informiert. Anschließend läuft das Moies-Magazin von 09.05 bis 10.00 Uhr, live moderiert – anfangs von Jay Schiltz, nun von Nathalie Bender. Die Sendung besteht aus längeren Beiträgen zu sozialen, wissenschaftlichen, kulturellen, philosophischen, geschichtlichen und musikalischen Themen.
Die Stunde von 11 bis 12 Uhr ist kulturellen Themen gewidmet. Das Kulturprogramm bietet u. a. eine Serie über Dichtung in luxemburgischer Sprache, sowie  LiteraturLabo, eine öffentlich ausgetragene Diskussionsrunde mit Schwerpunkt auf den großen Themen der zeitgenössischen Literatur.
Die Sendung Riicht eraus, in der Gäste die Aktualität kommentieren, wird samstags von 12.05 bis 13.00 Uhr gesendet (Wiederholung sonntags um 09.05 Uhr). Auf Twitter können die Zuhörer das Gespräch direkt mit kommentieren.
Im Musikbereich werden thematische Sendungen zwischen 13.30 und 14.00 Uhr gesendet (Wiederholung um 19.30 Uhr), in denen Experten den Zuhörern vielfältige Musikrichtungen und bestimmte Aspekte der Musik näherbringen. Drei Serien konzentrieren sich auf klassische Musik (zeitgenössische Musik, Barockmusik, Entwicklung des Klaviers); die drei anderen sind dem Jazz, dem Tango und der Soulmusik gewidmet.
Um 14 Uhr wird der Fokus auf klassische Musik gerichtet, bevor um 16 Uhr mit der Sendung Spektrum ein deutlicher Stilwechsel folgt. Die Sendung stellt Rockmusik mit einem Fokus auf den Bereich der Indie-Musik vor.
Das Magazin Ënnerwee (dt. Unterwegs) um 17 Uhr hat einen hohen Musikanteil und informiert über kulturelle Veranstaltungen und Kinofilme, bevor um 18 Uhr ein Tagesrückblick folgt. Um 18 Uhr 35 wird Time Out gesendet, ein Musik- und Nachrichtenmix, der einem internationalen Zielpublikum in englischer Sprache Nachrichten aus Luxemburg in Kurzform präsentiert, und Blues, Rock sowie Country-Musik spielt. Um 19 Uhr 30 folgt die Wiederholung der Vortragssendung von 9 Uhr, bevor um 20 Uhr nochmals die Musik im Mittelpunkt steht. Hier sind Jazz- und Klassikkonzerte sowie am Wochenende auch Rock-, Pop- und Weltmusik-Sendungen sowie freitags gelegentlich Literatursendungen zu hören. Nach der Wiederholung der Zeitfunk-Sendung vom frühen Abend um 22 Uhr sowie einer Musiksendung folgt bis zum nächsten Morgen üblicherweise ununterbrochene Musik in der Sendung Notturno, wobei die Musikfarbe von Nacht zu Nacht wechselt.
Die Magazinsendungen werden überwiegend durch Popmusik aufgelockert, welche sich spürbar von Mainstream und Charts abhebt.
Sonntags folgt das Programm einer anderen Sendungsstruktur. Nach der Kantate um 7:30 Uhr folgt Early Bird, eine entspannte Breakfast Club-Sendung. Ab 12 Uhr 30 steht das Programm im Zeichen der Musik. Zunächst Klassik, dann ab 15 Uhr Swing und Big Bands, ab 16 Uhr Jazz, un ab 17 Uhr der Groove-Club.
In der Zeit von Anfang Juli bis Mitte September sendet Radio 100,7 ein reduziertes Programm. Einige wortlastige Sendungen entfallen zugunsten von Musiksendungen und Programmwiederholungen.
Radio 100,7 sendet überwiegend in luxemburgischer Sprache. Einzelne Vorträge, Zitate, Programmbeiträge und Interviews werden allerdings ohne Übersetzung auch in französischer und deutscher Sprache gesendet.
Das Programm hatte 2013 einen weitesten Hörerkreis von 18,6 Prozent und eine gemittelte Einschaltquote von 3,5 Prozent der Bevölkerung Luxemburgs, dies entspricht 19.000 Hörern. Demgegenüber steht das Programmheft des Senders mit einer Auflage von 12.700.
Laut einer TNS-ILRES Plurimedia-Studie von 2014 liegt die tägliche Einschaltquote von „100komma7“ zwischen 4,5 und 8 Prozent. Innerhalb einer Woche hören zwischen 20,1 und 30,5 Prozent der Bevölkerung den Sender. Das macht eine Hörerschaft von etwa 100.000 Personen aus, also rund ein Fünftel der Gesamtbevölkerung Luxemburgs.

## Empfang
Das Programm wird vom Sender Düdelingen im äußersten Süden Luxemburgs auf der Frequenz 100,7 MHz mit einer effektiven Strahlungsleistung von 100 kW ausgestrahlt. Durch die Verwendung von Richtantennen mit Abstrahlungsazimut zwischen 230 und 90 Grad wird das Signal zwar nach Frankreich hin ausgeblendet, in Richtung Deutschland wird jedoch die volle Sendeleistung ausgenutzt. Dadurch ist das Programm in bedeutenden Teilen von Saarland, Hunsrück und Eifel auf UKW zu empfangen und wird in Orten wie Trier, Wittlich, Bitburg und Daun auch analog in das Kabelnetz eingespeist.
Des Weiteren ist ein Empfang in fast ganz Europa via Satellit über die Orbitalposition 23,5 Grad Ost möglich. Das Programm wird auf der Frequenz 12.168 MHz in vertikaler Polarisation bei einer Symbolrate von 27.500 in MP2 mit 192 kBit/s im DVB-S-Standard ausgestrahlt. Zudem existieren Webstreams in zwei Formaten: 128 kBit/s MP3 und 56 kBit/s AAC.
Da der Empfang des Senders Düdelingen im Norden Luxemburgs zum Teil beeinträchtigt ist, plant man, in naher Zukunft dort einen Füllsender in Betrieb zu nehmen.